# 布蘭肯巴赫河 (卡爾河支流)
50°3′55.13″N 9°13′49.99″E / 50.0653139°N 9.2305528°E

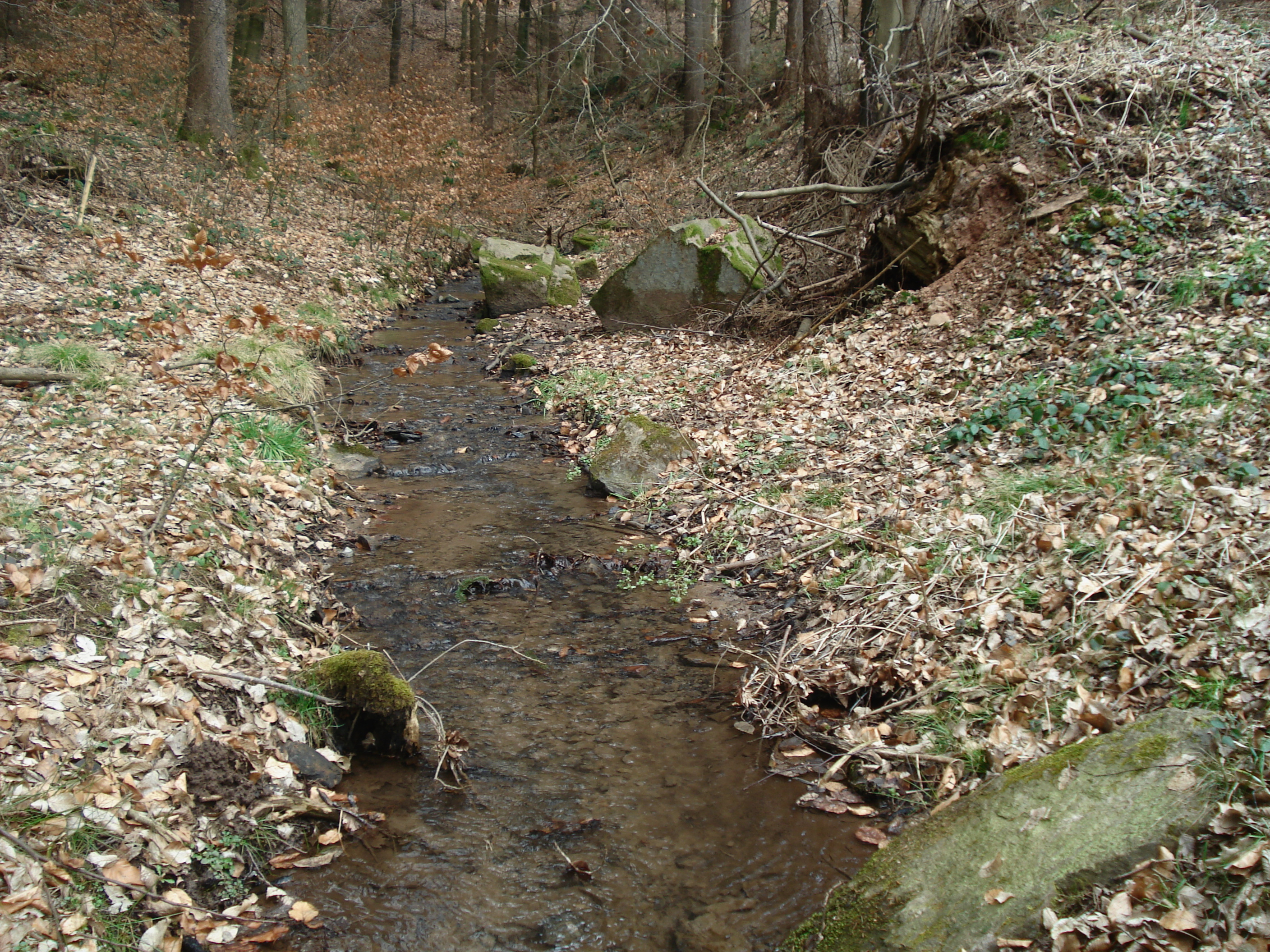

布蘭肯巴赫河（德語：Blankenbach），是德國的河流，位於該國東南部，由巴伐利亞負責管轄，屬於卡爾河的左支流，河道全長1.7公里，流域面積1.3平方公里。